# Castiarina zecki
Castiarina zecki es una especie de escarabajo barrenador metálico del género Castiarina, categorizada en la tribu Stigmoderini, de la subfamilia Buprestinae.

## Distribución
Se distribuye por Australasia.

## Taxonomía
Fue descrita científicamente por Deuquet en 1959.
Tratamiento taxonómico
La especie aparece registrada y publicada en Descriptions of two new species of Curis and one new species of Stigmodera (Buprestidae). Proceedings of the Linnaean Society of New South Wales 84(1):128-130. (1959).